# Lada Priora
Lada Priora je osobní automobil ruské automobilky AvtoVAZ. Vyrábí se řady VAZ 2170, VAZ 2171, VAZ 2172, která nahradila ve výrobním programu VAZ 2110, VAZ 2111 a VAZ 2112. Sériová výroba začala v roce 2007 a roku 2009 se model stal nejprodávanějším vozem na ruském trhu. Ceny v České republice v dubnu 2011 začínaly na 219.900 Kč.
Standardní motorizaci tvoří vpředu napříč uložený benzínový 72 kW motor o objemu 1,6 l, který pohání kola přední nápravy. Maximální rychlost pro karosářskou variantu VAZ 2170 činí 183 km/h a zrychlení 0-100 je udáváno 11,3 s. Poslední vůz Lada Priora vyjel z linky v červenci 2018. Byl nahrazený modelem Lada Vesta.